# 哈罗德·C·爱德华兹
哈罗德·C·爱德华兹爵士（英語：Harold Clifford Edwards，1899年8月15日—1989年8月2日）是一位英国外科医生，是统计学家A·W·F·爱德华兹和遗传学家約翰·赫頓·愛德華茲的父亲，曾在1945年获得过大英帝國勳章。